# 約翰·托比亞斯·洛維茲
約翰·托比亞斯·洛維茲（Товий Егорович Ловиц，1757年4月25日—1804年12月7日）是一位德國裔俄羅斯化學家和藥劑師。他是最早發現使用活性碳吸附澄清液體並將其應用於各種用途的人之一。

## 生平
約翰·托比亞斯·洛維茲出生於哥廷根，父親是數學家兼製圖師格奧爾格·莫里茨 (1722-74)，母親是多蘿西婭·里彭豪森 (1723-65)。1767年，他隨父親搬到聖彼得堡，參加了里海地區的遠征。在遠征期間，他和父親被一群叛軍俘虜，叛軍絞死了他的父親。洛維茲逃脫後回國，進入聖彼得堡高等中學學習，並成為宮廷藥局的助手。1780年，他前往哥廷根學習藥學，1783年起，他開始步行前往聖彼得堡，並於1784年返回宮廷藥房工作。他進行化學實驗，並於1785年開發出使用木炭生產純酒石酸的方法。他研究了使用木炭淨化水的方法，並支持燃素理論。
他研究了過飽和和過冷溶液的結晶過程，並指出了晶種的應用。1787年，他接替米哈伊爾·羅蒙諾索夫在俄羅斯科學院任職，並於1793年成為化學教授 。
洛維茲描述了圍繞太陽的光暈或弧線，與22°暈相切，並在其兩側向外彎曲。這些被稱為洛維茲弧，形成的光學機制存在爭議。